# Lajva
Lajva (o Lakhva, Lachva, Lachwa; en bielorruso y ruso: Лахва, polaco: Łachwa, en yidis: לאַכװע‎, romanizado: Lakhve) es un consejo rural en el sur de Bielorrusia. Pertenece al raión de Lúninets de la provincia de Brest. Se considera que Lajva fue la ubicación de uno de los primeros levantamientos en un gueto judío, si no el primero, de la Segunda Guerra Mundial.
En 2009, el consejo rural tenía una población de 2861 habitantes, de los cuales 1850 vivían en el propio pueblo de Lajva y el resto repartidos en cinco pedanías: Liuban, Barsukova, Vóbrub, Lájauka y Pierunova.

## Geografía
Lajva se encuentra en el raión de Łuniniec, en la provincia de Brest, aproximadamente 80 kilómetros al este de Pinsk y 200 kilómetros al sur de Minsk. Se encuentra en el río Smierc, al norte de las marismas de Pripet.
La localidad está ubicada dentro de Polesia, una región pantanosa que históricamente ha estado en la confluencia de varios imperios y estados. Como tal, Lajva, en varios momentos de su historia, ha estado bajo control lituano, polaco, ruso, soviético, alemán y actualmente bielorruso.

## Historia

### Siglos XVI a XX
Las menciones más tempranas de Lajva están contenidas en registros de finales del siglo XVI relacionados con el Estado de Łachwa, una gran propiedad privada en lo que entonces era el Gran Ducado de Lituania. La finca fue mantenida conjuntamente por los Radziwiłł y los Kiszka, dos poderosas e importantes familias Szlachta (nobles) de la Mancomunidad polaco-lituana.
Los recibos de impuestos y registros de la época, pertenecientes a las propiedades del Príncipe Mikołaj Krzysztof Radziwiłł, indican que el cultivo de cereales desempeñó un papel inusualmente pequeño en la economía de la finca, en comparación con otras partes del Gran Ducado. Dado el terreno pantanoso y boscoso, la economía local estaba dominada por la pesca, la caza y la silvicultura.
El 23 de marzo de 1588, el Estado de Łachwa se dividió formalmente entre el Príncipe Radziwiłł y Jan Kiszka, y el pueblo se encontraba dentro de las propiedades de Radziwiłł. Se sabe que Lajva se convirtió en una ciudad en algún momento durante este período. El acuerdo de 1588 entre Radziwiłł y Kiszka que divide la propiedad se refiere a Lajva como un pueblo, pero un documento con fecha del 23 de febrero de 1593 se refiere a él como una ciudad y a sus residentes como ciudadanos. Después de 1593, los documentos de archivo consistentemente se refieren a Lajva como una ciudad. Un recibo de impuestos de 1596 indica que las partes de la ciudad sujetas a impuestos consistían en 7 casas en la plaza del pueblo, 60 casas en la calle, 20 "viviendas pobres" (chałupy nędzne), 2 artesanos, 4 inquilinos sin ganado, 4 vendedores y uno rueda de molino.
Debido a las cartas reales en conflicto, Lajva cayó dentro del control administrativo tanto del powiat de Nowogródek como del powiat de Pinsk. Al parecer, el príncipe Radziwiłł prefirió tratar con la administración en Nowogródek, lo que llevó a un prolongado proceso legal por parte de las autoridades en Pinsk. En 1600, el rey Segismundo III resolvió la disputa confirmando que Lajva pertenecía a Nowogródek.
La ciudad permaneció dentro de Polonia hasta la Segunda partición de Polonia en 1793, cuando fue absorbida por el Imperio ruso. El dominio ruso sobre el área duró hasta el final de la Primera Guerra Mundial, cuando la región fue cedida brevemente al Imperio Alemán bajo el Tratado de Brest-Litovsk. Después de la guerra polaco-soviética de 1919-21, Lajva una vez más cayó bajo el control polaco, y se incorporó en el voivodato de Polesia de la Segunda República Polaca. Ubicada a solo 18 kilómetros del límite de la Unión Soviética, la región estaba vigilada por el Cuerpo de Protección Fronteriza de Polonia.

### Poblamiento judío

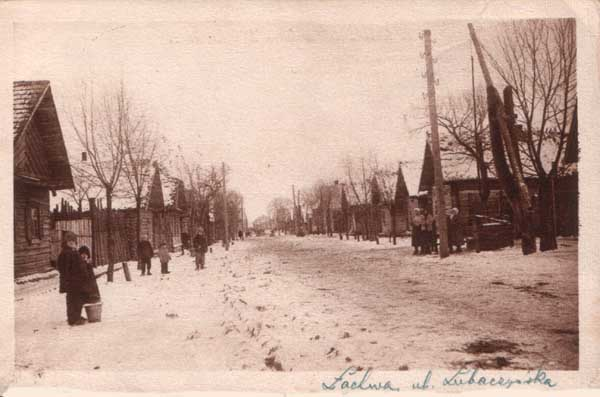
Lajva en 1926 (entonces Łachwa, Polonia), calle Lubaczyńska (calle Lubaczynska)

El asentamiento judío en Lajva comenzó en la segunda mitad del siglo XVII, reflejando una migración de judíos hacia el este durante ese período.
Para el siglo XX, Lajva era un shtetl bien establecido con una población judía en rápido crecimiento. Al final de la Primera Guerra Mundial, los judíos constituían un tercio de la población de la ciudad, pero a fines de la década de 1930, la población judía se había duplicado a 2300 (de una población total de 3800).
El 17 de septiembre de 1939, las tropas soviéticas entraron en Lajva, luego de la partición de Polonia entre la Alemania nazi y la Unión Soviética de conformidad con el Pacto Molotov-Ribbentrop.  Como resultado de la ocupación soviética, prácticamente todas las organizaciones judías dejaron de funcionar.  Aunque las autoridades soviéticas cerraron o impusieron fuertes restricciones a las instituciones culturales y religiosas judías, la población judía de Lajva aumentó en un 40% entre 1939 y 1941, ya que los refugiados judíos huyeron de las áreas ocupadas por los alemanes a esas tierras incorporadas en la Unión Soviética.

### Gueto judío

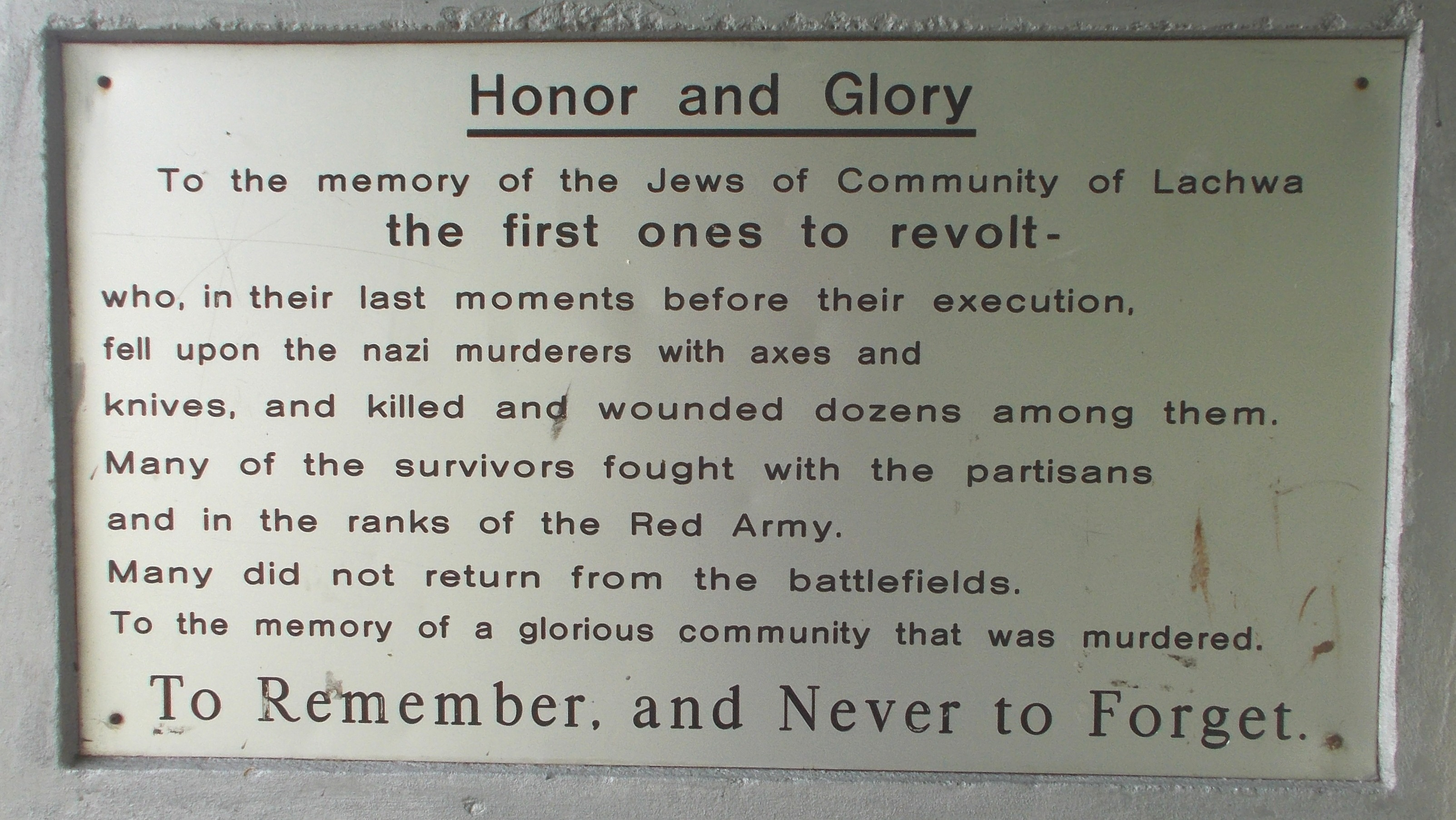
Monumento al levantamiento judío

Alemania invadió la Unión Soviética en 1941, y las tropas alemanas ocuparon Lajva el 8 de julio de 1941, dos semanas después del inicio de la Operación Barbarroja. El 1 de abril de 1942, los judíos de la ciudad fueron trasladados a la fuerza a un gueto que constaba de dos calles y 45 casas, rodeado por una cerca de alambre de púas. El ghetto albergaba a aproximadamente 2350 personas, con aproximadamente 1 metro cuadrado por cada residente. El Ghetto se liquidaría el 3 de septiembre de 1942 y se formó una resistencia clandestina judía, dirigida por Icchak Rochczyn. Cuando los alemanes entraron en el gueto, se produjo un levantamiento, y miembros de la resistencia del gueto atacaron a los alemanes. Se cree que esta batalla representa uno de los primeros levantamientos en un gueto judío, y posiblemente el primero, de la Segunda Guerra Mundial. Aproximadamente 650 judíos, incluyendo a Rochczyn, fueron asesinados en la lucha y por las llamas, y otros 500 o más judíos fueron llevados a fosas de ejecución y fusilados. También murieron seis soldados alemanes y ocho policías alemanes y ucranianos. Se rompió la cerca del gueto, y aproximadamente 1000 judíos pudieron escapar. Aproximadamente 90 residentes del ghetto sobrevivieron a la guerra.

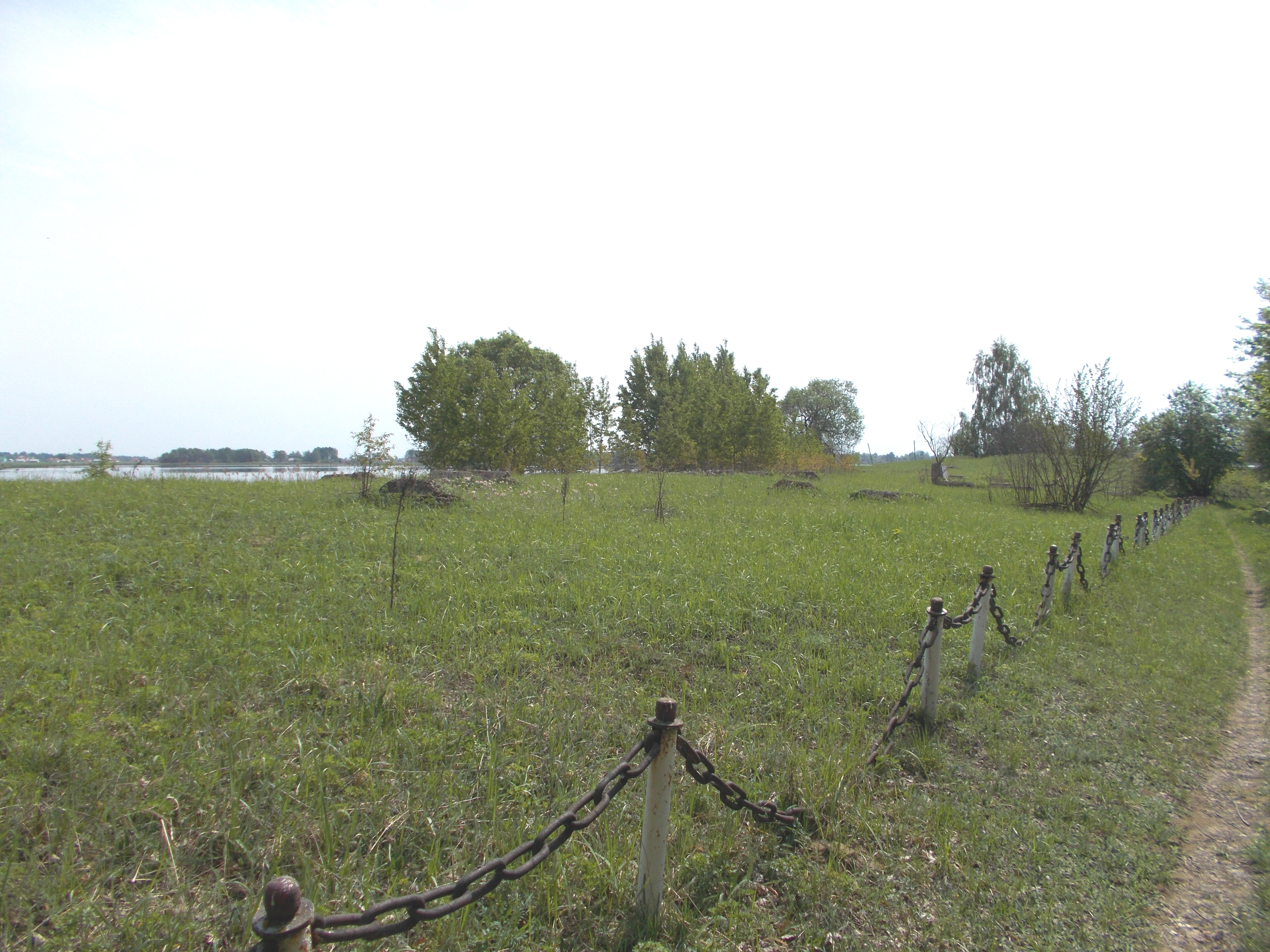
Cementerio judío en Lajva

### Después de la Segunda Guerra Mundial
Como resultado de la Conferencia de Teherán y la Conferencia de Yalta, los territorios polacos que habían sido ocupados por la Unión Soviética en 1939 fueron anexados permanentemente por la Unión Soviética al concluir la Segunda Guerra Mundial. Lajva y su región circundante estaban ubicadas al este de la Línea Curzon, que en gran parte formaba la nueva frontera entre el nuevo estado polaco comunista y la Unión Soviética. Como tal, la ciudad fue incorporada a la RSS de Bielorrusia. 
Los sobrevivientes del gueto de Lajva no regresaron a la ciudad, sino que se establecieron en Israel y otros países.  En la actualidad, hay pocos habitantes judíos, si es que hay alguno, en Lajva, aunque en 1994 se erigió un pequeño memorial del levantamiento judío de 1942.
En 2000, Kopel Kolpanitsky, un sobreviviente del ghetto de Lakhva, fue uno de los seis sobrevivientes del Holocausto invitados a hablar en Yad Vashem durante las ceremonias estatales para el Día de Conmemoración del Holocausto y el Heroísmo. Kolpanistky, que tenía 16 años en el momento del levantamiento del gueto y logró escapar al bosque, recordó durante la ceremonia cómo fue asesinada toda su familia durante el levantamiento.